# Athena Karkanis
Athena Karkanis (Lethbridge (Alberta), 7 september 1981) is een Canadese actrice. Haar bekendste rol is uit de film The Best Years als Dawn Vargaz.

## Filmografie
| Jaar      | Film/Serie                                  | Rol                           |
| --------- | ------------------------------------------- | ----------------------------- |
| 1996-1998 | Stickin' Around                             | Verscheidene rollen (stemrol) |
| 2003      | Chappelle's Show                            | Caller                        |
| 2004-2005 | Kevin Hill                                  | Annalisa                      |
| 2005      | 1-800-MISSING                               | Tamara Corday                 |
| 2005      | Kojak                                       | Gabriella Bustar              |
| 2005      | Care Bears: Big Wish Movie                  | Harmony Bear (stemrol)        |
| 2006-2007 | Skyland                                     | Diwan (stemrol)               |
| 2006-2008 | Growing Up Creepie                          | Creepie / Melanie (stemrol)   |
| 2006      | Tom Clancy's Rainbow Six: Vegas (videogame) | Joanna Torres (stemrol)       |
| 2007      | The Best Years                              | Dawn Vargaz                   |
| 2007      | Saw IV                                      | Agent Perez                   |
| 2008      | Repo! The Genetic Opera                     | Jessica Adams                 |
| 2009      | Survival of the Dead                        | Tomboy                        |
| 2009      | Saw VI                                      | Agent Perez                   |
| 2011      | Certain Prey (tv-film)                      | Marcy Sherrill                |
| 2011-2021 | Wild Kratts                                 | Aviva Corcovado (stemrol)     |
| 2012      | The Barrens                                 | Erica                         |
| 2013      | Low Winter Sun                              | Dani Khalil                   |
| 2013      | Supernatural                                | Andrea Kormos                 |
| 2015-2016 | The Expanse                                 | Octavia Muss                  |
| 2017      | Zoo                                         | Abigail Westbrook             |
| 2018      | House of Cards                              | Melody Cruz                   |
| 2018-2023 | Manifest                                    | Grace Stone                   |
| 2021      | Dino Ranch                                  | Jane / Tango (stemrol)        |